# Fordland
Fordland és una població dels Estats Units a l'estat de Missouri. Segons el cens del 2000 tenia 684 habitants.

## Demografia
Segons el cens del 2000, Fordland tenia 684 habitants, 287 habitatges, i 196 famílies. La densitat de població era de 296,7 habitants per km².
Dels 287 habitatges en un 32,4% hi vivien nens de menys de 18 anys, en un 51,6% hi vivien parelles casades, en un 13,2% dones solteres, i en un 31,4% no eren unitats familiars. En el 27,2% dels habitatges hi vivien persones soles el 14,6% de les quals corresponia a persones de 65 anys o més que vivien soles. El nombre mitjà de persones vivint en cada habitatge era de 2,38 i el nombre mitjà de persones que vivien en cada família era de 2,87.
Per edats la població es repartia de la següent manera: un 25,6% tenia menys de 18 anys, un 8,6% entre 18 i 24, un 29,8% entre 25 i 44, un 20,8% de 45 a 60 i un 15,2% 65 anys o més.
L'edat mediana era de 34 anys. Per cada 100 dones de 18 o més anys hi havia 87,1 homes.
La renda mediana per habitatge era de 31.042 $ i la renda mediana per família de 33.472 $. Els homes tenien una renda mediana de 26.447 $ mentre que les dones 22.059 $. La renda per capita de la població era de 15.676 $. Entorn del 4,8% de les famílies i l'11,4% de la població estaven per davall del llindar de pobresa.

## Poblacions més properes
El següent diagrama mostra les poblacions més properes.